# Усть-Колекъёган
Усть-Колекъёган — упраздненная деревня в в Нижневартовском районе, Ханты-Мансийского автономного округа — Югры. Входила в состав сельского поселения Ваховск.

## История
Упразднена в 2020 году.

## Климат
Климат резко континентальный, зима суровая, с сильными ветрами и метелями, продолжающаяся семь месяцев. Лето относительно тёплое, но быстротечное.

## Население
| 1989 | 2002 | 2010 |
| ---- | ---- | ---- |
| 17   | ↗18  | ↘16  |